# Shopskasalat
Shopskasalat, også kendt som bulgarsk salat (bulgarsk, makekonsk, og serbisk  (kyrillisk): Шопска салата; (latin): Šopska salata; rumænsk: Salata bulgărească; tjekkisk: Šopský salát; polsk: Sałatka szopska; albansk: Sallata Shop; ungarsk: Sopszka saláta), er en bulgarsk kold salat, der er populær på Balkan og i Centraleuropa. Den tilberedes af tomater, agurk, løg/forårsløg, rå eller ristet rød peber, hvid saltlageost/feta, og persille. Grøntsagerne skæres almindeligvis i firkanter og saltes let og har tilbehør i form af en dressing af solsikkeolie eller, mindre korrekt, olivenolie,), af og til yderligere med eddike. Tilførsel af eddike gør dog, at den sure smag, der hidrører fra tomaterne, bliver stærk. På restauranter står dressingerne separat til rådighed. Til slut dækkes grønsagerne af et tykt lag af revet eller småtskårent hvid saltlageost. Salaten spises af og til som aperifif sammen med brændevinen rakia.

## Historie
Omend salatens navn henviser til regionen Shopluk, et område i vestlige Bulgarien, nordøstlige hjørne af Republikken Nordmakedonien og tilstødende grænseområder i Serbien, blev den konciperet i 1960erne som led i en turistpromovering. Den er et produkt af tidlig socialisme i Bulgarien og den  eneste overlevende af oprindeligt fem eller seks opskrifter i promoveringen. På den tid opfandt førende kokke fra Balkanturist Dobruja-salat, makedonsk salat, trakisk salat og flere andre salater med lignende navne, som skulle associeres til forskellige regioner. Kun shopskasalat overlevede promoveringen. I løbet af 1970erne og 1980erne blev den anerkendt som et nationalt kulinarisk symbol. Opskriften spredte sig fra Bulgarien til nabolandene. Fordi området Shopluk er delt mellem Bulgarien, Serbien og Makedonien, begyndte kokke i Makedonien og Serbien at anfægte den bulgarske oprindelse af salaten. Den er vidt udbredt tillige i Rumænien under navnet "Bulgarsk salat". I 2014 viste shopskasalat sig at være Bulgariens mest genkendelige ret i Europa. Det var den mest populære opskrift i et initiativ taget af Europaparlamentet under navnet A Taste of Europe.